# Deuxième bataille de Collierville
Guerre de Sécession
Batailles
Théâtre oriental
- Virginie-occidentale
- Manassas
  - 1re Bull Run
- 1re Virginie Septentrionale
- Burnside Expedition
- Péninsule
- Sept Jours
  - Gaines's Mill
  - Malvern Hill
- 1re Shenandoah valley
- 2de Virginie Septentrionale
  - 2de Bull Run
- Maryland
  - Antietam
- Fredericksburg
- Tidewater
- Chancellorsville
  - Chancellorsville
- Pennsylvanie
  - Gettysburg
- Bristoe
- Mine Run
- Campagne terrestre
  - Wilderness
  - Spotsylvania
  - Cold Harbor
- Bermuda Hundred
- 2de Shenandoah valley
  - Opequon
  - Cedar Creek
- Petersburg
- 1re Wilmington
- 2de Wilmington
- Appomattox
  - 3e Petersburg
  - Sayler's Creek
  - Appomattox C.H.

Théâtre occidental
- East Kentucky
- Shiloh
  - Fort Henry
  - Fort Donelson
  - Shiloh
- Kentucky
- Raid de Newburgh
  - Perryville
- Stones River
  - Murfreesboro
- Vicksburg
  - Champion Hill
  - Vicksburg
- Raid de Morgan
- Raid de Hines
- Tullahoma
- Chickamauga
- Chattanooga
- Knoxville
- Raid Forrest
- Atlanta
- Franklin-Nashville
- Savannah
- Carolines
  - Bentonville
- Raid de Wilson

Théâtre Trans-Mississippi
- Arizona confédéré
  - 1re Messilla
- Missouri
  - Wilson's Creek
- Territoire indien
- Trail of Blood on Ice
- Nouveau-Mexique
- Boston Mountains
- Pea Ridge
- 1re Texas
- Little Rock
- 2de Texas
- Camden
- Red River
- Raid de Price
- Palmito Ranch

Théâtre du bas littoral et approche du golfe
- Fort Sumter
- Blocus de l'Union
- 1re Bayou Teche
- Mississippi valley
  - Port Hudson
- Charleston
- 2de Bayou Teche
- Mobile Bay
- Mobile

La bataille de Collierville (3 novembre 1863), aussi appelée deuxième bataille de Collierville, est une bataille du théâtre occidental de la guerre de Sécession.

## Contexte
Quatre batailles mineures ont lieu en 1863 à Collierville, sur une période de trois mois. Les deux plus importantes batailles surviennent le 11 octobre 1863 et le 3 novembre 1863. La bataille du 11 octobre est la plus importante bataille livrée dans le comté de Shelby, Tennessee.

## Bataille
La bataille du 3 novembre 1863 est un raid confédéré de cavalerie pour couper la voie ferrée de Memphis & Charleston (en) derrière le 15th corps d'armée de Sherman, puis prévu pour aller au secours de Chattanooga. Mais, quand le brigadier général confédéré James Chalmers, commandant une division de cavalerie qui arrive du Mississippi, apprend qu'un seul régiment défend Collierville, il décide d'attaquer. Chalmers suppose que le colonel Edward Hatch a moins d'hommes qu'il n'a en réalité stationnés à Collierville et à Germantown, à huit kilomètres (cinq miles) à l'ouest. Les éclaireurs de Hatch l'avertissent de l'approche de Chalmers en provenance du sud, et en conséquence il ordonne aux défenseurs de Collierville de se préparer et chevauche de Germantown avec des renforts de cavalerie.
Le général Chalmers, comme il l'a fait trois semaines plus tôt, attaque par le sud avec les brigades de McCulloch et de Slemon. La garnison de l'Union est défendue par huit compagnies du 7th Illinois Cavalry Regiment et deux mortiers. Le colonel Hatch arrive rapidement avec le 6th Illinois Cavalry Regiment et le 2nd Iowa Cavalry Regiment. Les confédérés lancent une attaque avec seulement une partie de la brigade de Slemon, croyant qu'elle est faiblement défendue, faute à des informations erronées. Le 2nd Regiment Iowa Volunteer Cavalry de l'Union ouvre le feu avec leur fusil à répétition Colt et repousse l'attaque. Surpris par l'apparition inattendue de l'ennemi sur ses flancs, Chalmers conclut qu'il est en infériorité numérique, termine la bataille, et, pour éviter une poursuite de l'Union, se retire vers le Mississippi. Chalmers rapporte la perte de 6 tués, 63 blessés et 26 prisonniers, dont le colonel James Z. George (en), commandant le 5th Mississippi Cavalry. Hatch rapporte la perte d'environ 60 hommes. La voie ferrée de Memphis & Charleston Railroad reste ouverte jusqu'à Tuscumbia, Alabama, pour permettre les mouvements des troupes de l'Union.

## Pour aller plus loin
- (en) Timothy B. Smith, James Z. George: Mississippi's Great Commoner, Jackson, University of Mississippi Press, 2012 (ISBN 978-1-61703-231-8)